# Parabaera nitidalis
Parabaera nitidalis är en fjärilsart som beskrevs av Paul Dognin 1904. Parabaera nitidalis ingår i släktet Parabaera och familjen mott. Inga underarter finns listade i Catalogue of Life.